# M (együttes)
Az M nevű brit new wave és szintipop csapat Robin Scott rövid életű együttese, mely az 1970-es évek végétől az 1980-as évek elejéig működött. Legnagyobb slágere az 1979-ben megjelent Pop Muzik című dal volt, mely 1979 májusában 2. helyezett volt az brit kislemezlistán, és 1. helyezett az USA-beli Billboard Hot 100-on. A Pop Muzik volt az egyik legelső sikeres elektropop/dance kislemez.

## Diszkográfia

### Stúdióalbumok
| Év   | Album                              | UK | US Billboard 200 |
| ---- | ---------------------------------- | -- | ---------------- |
| 1979 | New York • London • Paris • Munich | —  | 79               |
| 1980 | The Official Secrets Act           | —  | —                |
| 1981 | Famous Last Words                  | —  | —                |
| 1984 | Jive Shikisha! †                   | —  | —                |

#### Válogatásalbumok
- Pop Muzik – The Very Best of M (1996, Music Collection International)
- Pop Muzik (1997, Collectables Records) Az amerikai New York • London • Paris • Munich újrakiadása.
- 'M' The History – Pop Muzik The 25th Anniversary (2004, Union Square Music)
- Pop Muzik – 30th Anniversary Remixes (2009, Echo Beach) A Pop Muzik 13 remixét tartalmazó album.

### Kislemezek
| Év   | Cím                                          | UK | US | AUS | CAN | GER | FRA | NED | BEL | NZ | Díjak, jelölések  |
| ---- | -------------------------------------------- | -- | -- | --- | --- | --- | --- | --- | --- | -- | ----------------- |
| 1979 | Pop Muzik                                    | 2  | 1  | 1   | 1   | 1   | 3   | 3   | 3   | 3  | US Arany UK Ezüst |
| 1979 | Moonlight And Muzak                          | 33 | -  | 37  | -   | -   | -   | 12  | -   | 40 | 5                 |
| 1980 | That's The Way The Money Goes                | 45 | -  | -   | -   | -   | -   | -   | -   | -  | -                 |
| 1980 | Official Secrets                             | 64 | -  | -   | -   | -   | -   | -   | -   | -  | -                 |
| 1980 | Join The Party / Working For The Corporation | -  | -  | -   | -   | -   | -   | -   | -   | -  | -                 |
| 1981 | Keep It To Yourself                          | -  | -  | -   | -   | -   | -   | -   | -   | -  | -                 |
| 1982 | Danube / Neutron                             | -  | -  | -   | -   | -   | -   | -   | -   | -  | -                 |
| 1989 | Pop Muzik'89                                 | 15 | -  | -   | -   | -   | -   | -   | -   | -  | -                 |
| 2002 | So Fly                                       | 96 | -  | -   | -   | -   | -   | -   | -   | -  | -                 |